# Tekergők (Harry Potter)
A Tekergők egy J. K. Rowling által kitalált csapat a Harry Potterben.

## Tagjai
- James Potter (Ágas)
- Sirius Black (Tapmancs)
- Remus Lupin (Holdsáp)
- Peter Pettigrew (Féregfark)

A négy fiú a Roxfortba jár. Holdsápot kiskorában megharapja Fenrir Greyback, a hírhedt vérfarkas, így minden holdtöltekor át kell alakulnia vérfarkassá. Ilyenkor egy alagút segítségével jut el Roxmortsba, a Szellemszállásra. Ezért ültetik a fúriafűzt, ami sok-sok évvel később végez Ron pálcájával és apjának repülő autóját majdnem teljesen szétzúzza. A fúriafűz tövében van egy üreg, ami igazából az alagút bejárata. Egy darabig titkolja barátai elől, de ők végül rájönnek, és titokban megtanulják az animágiát. Innen erednek beceneveik. James szarvassá, Sirius kutyává, Peter pedig patkánnyá változik. Így minden holdtöltekor négyen kóborolnak a roxforti birtokon.
Együtt elkészítették a Tekergők térképét. 
James Potter és Sirius Black állandóan csúfolták és kínozták Perselus Pitont. Sirius egyszer tréfából, mivel Piton nyomozott, hogy Remus miért tűnik el teliholdkor, kieszelte azt a – szerinte vicces –, tréfát, hogy holdtöltekor csapjon rá a Fúriafűz görcsére, és akkor megtudja, hol kóborolnak. Perselus ezt meg is csinálta, és ott szembetalálta magát a vérfarkas Remusszal. Ezek után gyűlölte meg őket. Jamesnek tetszett Lily Evans, s folyton ostromolta a lányt. Végül hetedévben összejönnek, később összeházasodnak. 
Voldemort vadászik Lilyre és Jamesre, meg Harryre, ezért Dumbledore azt javasolja, hogy rejtőzzenek el a Fidelius bűbájjal. Kezdetben úgy lett volna, hogy Sirius lesz a titokgazda, de végül Peter Pettigrew lesz a titokgazda. Peter elárulja Voldemortnak Jameséket. Voldemort megöli Lilyt, Jamest, de Harryvel nem bír el. Sirius magához akarja venni Harryt, de Hagrid megmondja neki, hogy Petuniához kell vinnie. Végül Sirius elfogadja, majd megkeresi Petert. Petert elkezdi vádolni, közben Peter a háta mögött tartott pálcával felrobbantja a fél utcát, és levágja az ujját, majd patkánnyá változik. Siriust vádolják Peter megölésével, és életfogytiglan azkabani fogságra ítélik.
Remusról, Jamesék halála után nem sokat tudunk. A Harry Potter és az azkabani fogolyban tűnik fel, mint SVK-tanár. Sirius abban az évben szökik meg Azkabanból, s a Roxfortba jön. A végén Harrynek együtt mondják el az igazságot, hogy nem Sirius, hanem Peter árulta el Jamest és Lilyt. A Harry Potter és a Tűz Serlegében nem tűnik fel, de a Harry Potter és a Főnix Rendjében igen.

## A filmváltozatban
- A filmváltozatban James Pottert felnőttként Adrian Rawlins, gyerekként Robbie Jarvis alakítja.
- Sirius Blacket felnőttként Gary Oldman, gyerekként James Walters játssza.
- Remus Lupint felnőttként David Thewlis játssza, gyerekként James Ultechin.
- Peter Pettigrewt felnőttként Timothy Spall, gyerekként Charles Hughes alakítja.